# Les Enfants du marais
Pour plus de détails, voir Fiche technique et Distribution.
Les Enfants du marais est un film français réalisé par Jean Becker et sorti en 1999.
Il s'agit de l'adaptation du roman éponyme de Georges Montforez, publié en 1958.

## Synopsis
L'histoire se déroule en 1932, entre le 30 avril et le 15 décembre.
C'est l'histoire de deux amis : Riton, qui vit depuis toujours dans le marais et qui noie son chagrin dans le vin rouge pour tenter d'oublier son premier amour, aujourd'hui avec sa seconde femme (la première est partie il y a dix ans) et ses trois enfants turbulents ; Garris un homme simple et un peu poète qui s'y est installé par hasard après avoir été démobilisé en 1919, gardant de la guerre comme une cicatrice morale irréversible. Le premier est maladroit et fainéant, le deuxième est débrouillard et dynamique.
Leur rencontre a été fortuite, leur attachement est une évidence. Leur union fait leur force dans les petites tâches de tous les jours. Ils vivent de petits boulots qui leur garantissent quelque chose d'essentiel : la liberté, à défaut de revenus élevés et sûrs. Une liberté qu'on leur envie et qui semble liée à « leur » marais.
Autour d'eux gravitent plusieurs personnages : les amis, Amédée, Pépé (un autre « enfant » du marais, analphabète, mais devenu riche), un conducteur de train ; Marie, la domestique d'une famille bourgeoise, dont Garris tombe amoureux ; des enfants, notamment Cri-Cri, fille de Riton, et Pierrot, petit-fils de Pépé ; les « ennemis » : la fille et le gendre de Pépé, socialement hostiles aux « gens du marais » ; et Jo Sardi, boxeur mis en prison pour violences, qui considère Riton comme responsable de son sort.
L'histoire est racontée par Cri-Cri, très âgée, alors que le marais a depuis longtemps été asséché.

## Fiche technique
- Titre : Les Enfants du marais
- Réalisation : Jean Becker
- Scénario : Sébastien Japrisot, d'après le roman éponyme de Georges Montforez
- Producteur : Christian Fechner
- Musique : Pierre Bachelet
- Photographie : Jean-Marie Dreujou
- Montage : Jacques Witta
- Décors : Thérèse Ripaud
- Son : William Flageollet et Guillaume Sciama
- Producteur délégué : Hervé Truffaut
- Régisseur : Denis Brunel
- Sociétés de production : Films Christian Fechner, UGC Images, France 3 Cinéma, Rhone-Alps Films
- Budget : 9,24 millions d'euros
- Pays d'origine :  France
- Format : couleurs - 2.35:1 - 35 mm - Dolby Digital et DTS
- Genre : comédie dramatique
- Durée : 115 minutes
- Date de sortie : 3 mars 1999 ( Belgique,  France)
- Visa : no 94751 (tous publics)

## Distribution
- Jacques Villeret : Henri Pignol, dit « Riton »
- Julie Marbœuf : Émilie, la femme de Riton
- Jacques Gamblin : Garris
- Isabelle Carré : Marie, la domestique d'une famille bourgeoise
- André Dussollier : Amédée, amateur de jazz
- Gisèle Casadesus : Madame Mercier, la vieille dame chez qui Garris et "Riton" font des travaux de jardinage
- Michel Serrault : Hyacinthe Richard, dit « Pépé la rainette », patron des fonderies Richard
- Marlène Baffier : Cri-Cri, fille d'Henri Pignol, à 5 ans
- Suzanne Flon : Cri-Cri âgée, racontant l'histoire près de l'oratoire
- Jacques Dufilho : le vieux qui a accueilli Garris dans le marais avant de mourir
- Jacques Boudet : Tane, le conducteur du train
- Éric Cantona : Joseph (« Jo ») Sardi, champion de boxe
- Christian Taponard : l'avocat de Jo
- Anne Le Guernec : Mireille, petite amie de Jo
- Roland Magdane : Félix, le cafetier dont Jo a dévasté l'établissement
- Élisabeth Commelin : Marthe
- Jenny Clève : Berthe, la domestique de Hyacinthe Richard
- Philippe Magnan : Laurent, le gendre de Hyacinthe Richard
- Melanie Baxter-Jones : Catherine
- Charles Tordjman : le directeur du grand magasin
- Pierre Bianco : le banquier
- Ériq Ebouaney : Philosophe, dit « Banania », le domestique du banquier, ancien tirailleur sénégalais
- Jacques Dynam : Ferrardin, l'ouvrier sur tour dans un atelier de la fonderie
- Isabelle Sadoyan : la femme qui dit à Garris que Marie a suivi ses employeurs à Nice.

## Événements historiques cités
- Plusieurs personnages ont été soldats pendant la Première Guerre mondiale.
- La défaite du Français Georges Carpentier face à Jack Dempsey en 1921
- L'assassinat du président de la République Paul Doumer (7 mai 1932)
- La prochaine arrivée au pouvoir des nazis en Allemagne (« M. Hitler va certainement devenir chancelier », dit quelqu'un lors d'une réception donnée le 15 décembre 1932).

## Lieux de tournage
Le film a été tourné dans la région Rhône-Alpes :
- dans l'Ain : à Colomieu, Montmerle, Trévoux, Cerdon et Fareins ;
- dans le Rhône : à Lyon, Morancé, Villefranche et Cogny ;
- dans l'Ardèche : à Lamastre avec le train « Le Mastrou ».

L'étang d'Arboréiaz (01)
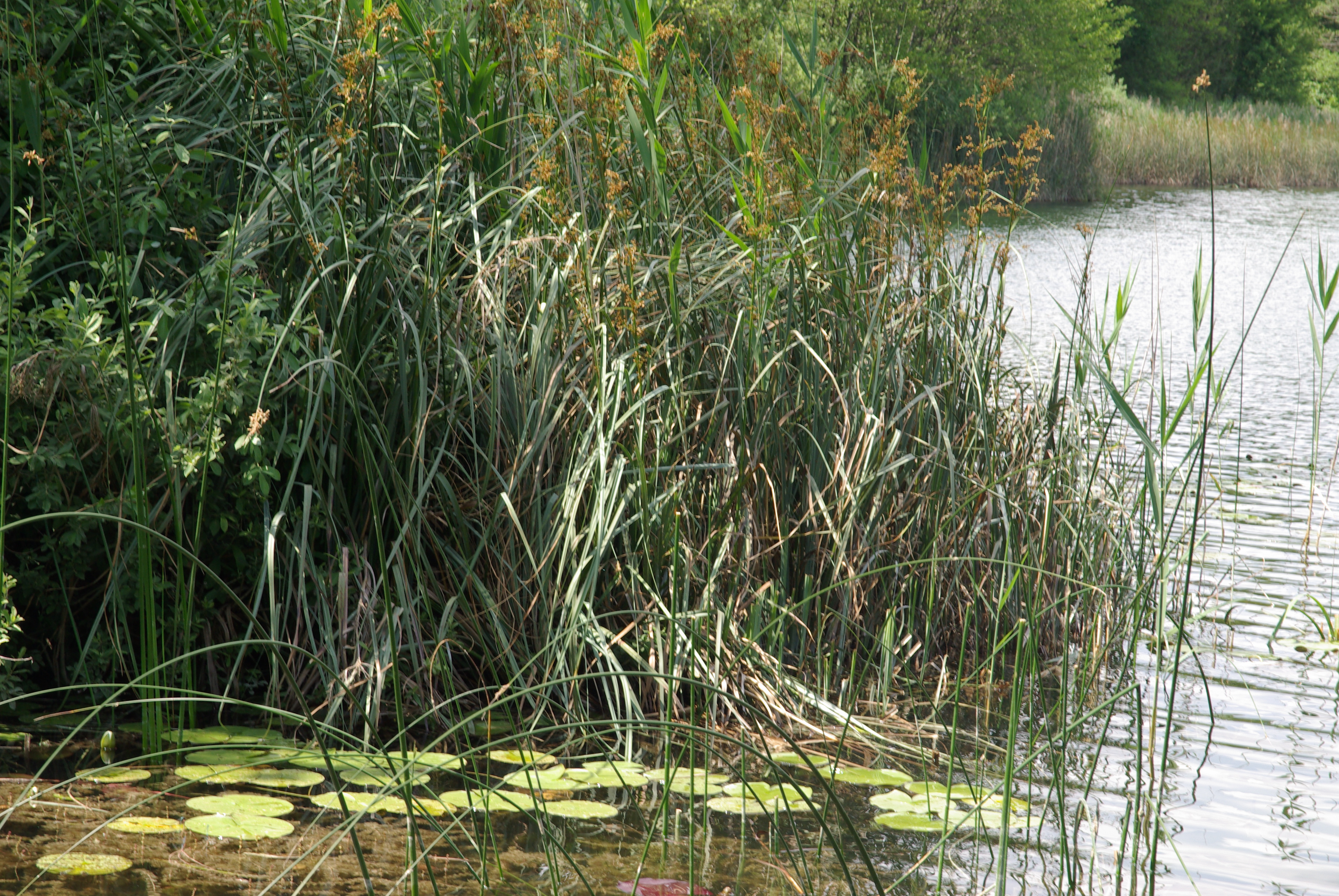
Près de la cabane de Riton
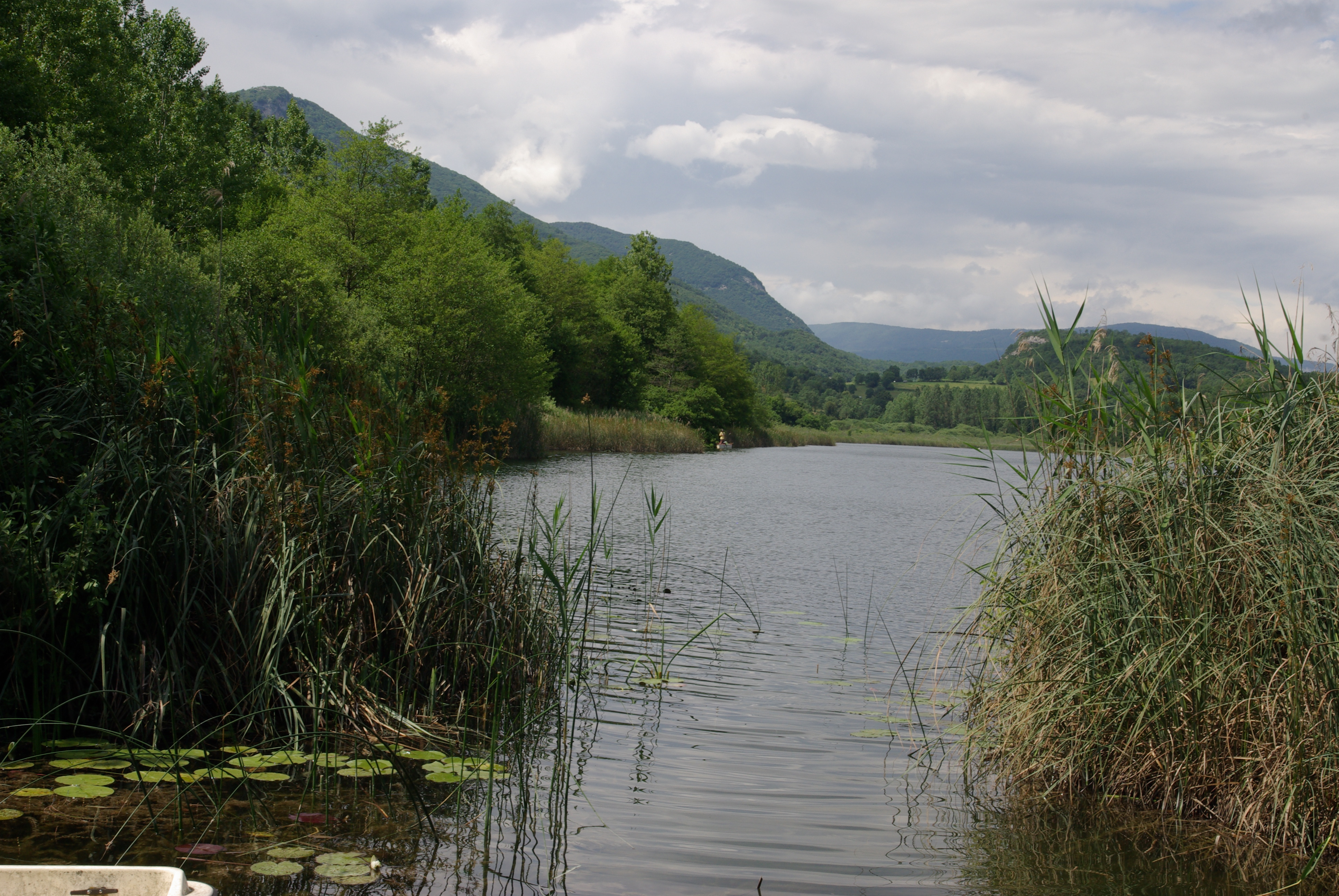
Vue générale de l'étang
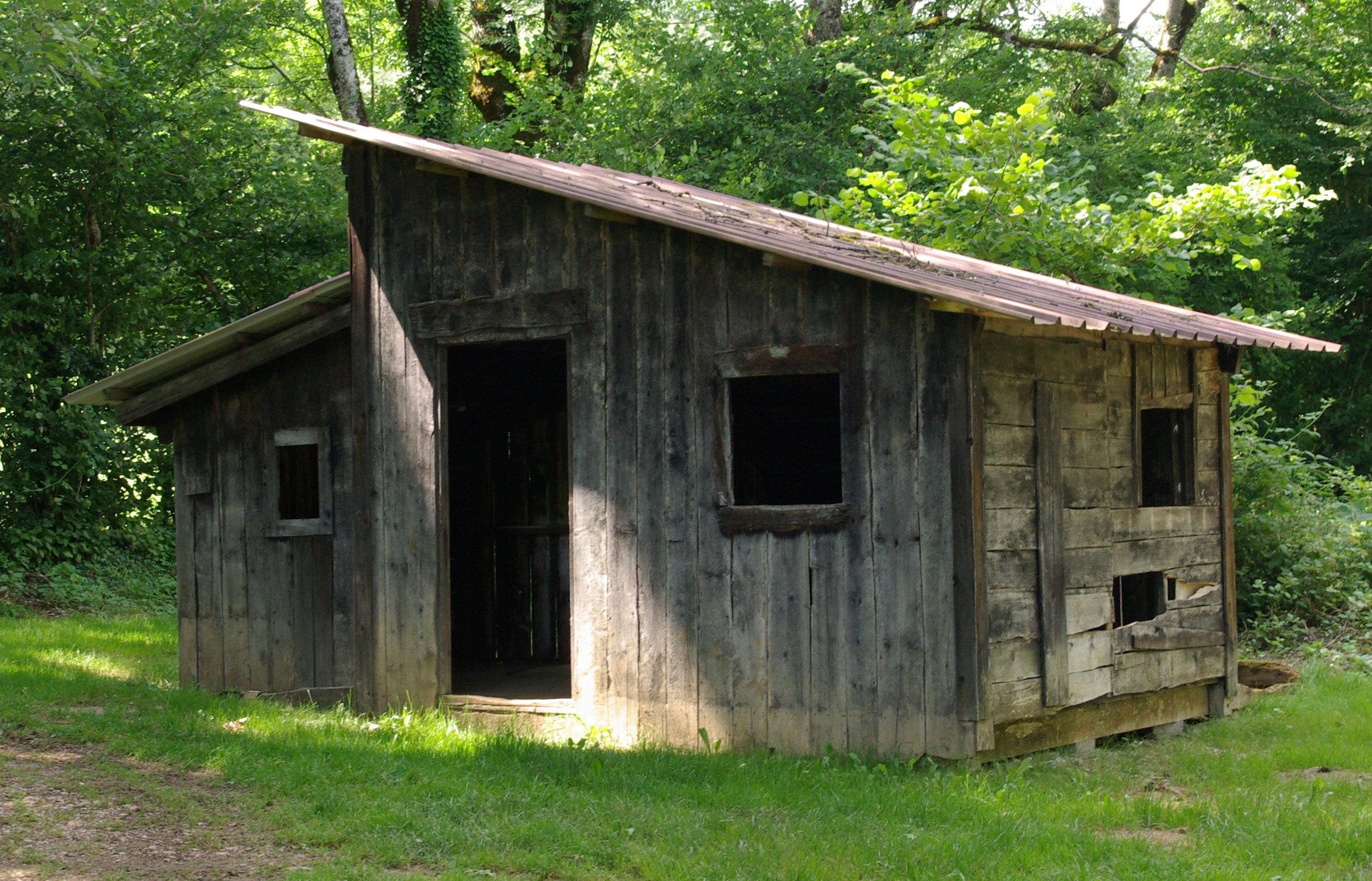
Ce qu'il reste de la cabane de Riton, de nos jours, à l'issue du tournage

## Autour du film
Jacques Villeret et Éric Cantona ont tourné un an plus tôt dans le film Mookie où Cantona est également champion de boxe.

## Distinctions
- Prix du meilleur acteur pour Jacques Gamblin, lors du Festival du film de Cabourg 1999.
- Prix du public du Festival international du film de Catalogne 1999.
- 5 Nominations aux César du cinéma 2000 : meilleur film, meilleur réalisateur, meilleur second rôle masculin (André Dussollier), meilleure musique originale (Pierre Bachelet), meilleur son (Guillaume Sciama et William Flageollet).